# Malý Slavkov
Malý Slavkov és un poble i municipi d'Eslovàquia. Es troba a la regió de Prešov, al nord del país.

## Història
La primera referència escrita de la vila data del 1275.

## Demografia
| Godina             | 1994 | 2004 | 2014    | 2024    |
| ------------------ | ---- | ---- | ------- | ------- |
| Nombre de persones | 0    | 840  | 991     | 1269    |
| Diferència         |      | –    | +17,97% | +28,05% |

| Godina             | 2023 | 2024   |
| ------------------ | ---- | ------ |
| Nombre de persones | 1246 | 1269   |
| Diferència         |      | +1,84% |